# Pěnčín, Prostějov
Pěnčín là một làng thuộc huyện Prostějov, vùng Olomoucký, Cộng hòa Séc.